# 파퍼씨네 펭귄들
《파퍼씨네 펭귄들》(영어: Mr. Popper's Penguins)은 2011년에 개봉한 미국의 가족 코미디 영화이다. 감독은 마크 워터스이며, 주연은 짐 캐리이다. 이 영화는 아동 문학 "파퍼 씨의 12마리 펭귄"을 바탕으로 제작되었다. 이 영화의 개봉 예정일은 2011년 8월 12일이였지만, 한 달 앞당겨진 2011년 7월 17일로 옮겨져 개봉되었다.

## 줄거리
성공한 사업가 파퍼. 하지만 일에만 치우친 나머지 가족을 등한시한 탓에 전처와 아이들에겐 남만도 못한 존재이다.
그러던 어느 날, 파퍼는 어린 시절 돌아가신 아버지로부터 이상한 유산을 물려받는다. 그것은 바로 남극에 있을 법한 펭귄들. 난데없이 굴러 들어온 펭귄에 기함을 한 파퍼는 원래 있던 곳으로 돌려보내려고 하지만 오히려 펭귄 다섯 마리가 추가로 더 배달되는 사태가 벌어진다. 며칠 뒤면 집에서 아들의 생일 파티를 하기로 되어있기에 그 안에 펭귄들을 처리해야만 하는 상황. 파퍼는 동물을 처리해줄만한 기관은 모두 수소문해 보지만 기다리라는 답변만 돌아온다.
결국 아들의 생일날까지도 처리를 하지못한 파퍼는 난감해하고 있는데 문틈 너머로 펭귄을 발견한 아들은 이를 생일 선물이라고 여기며 매우 기뻐한다. 아빠 집에만 왔다 하면 휴대폰 만지작거리기 바빴던 딸아이조차도 어린애처럼 기뻐한다. 예상과는 전혀 다른 가족들의 반응에 그나마 한시름 돌린 파퍼는 잠시 펭귄들을 처리하는 문제는 뒤로 미루어놓고 함께 어울린다. 펭귄들을 먹여주고 씻겨주고 재워주기까지 하는 사이 짐짝으로만 여겨졌던 펭귄들이 정말로 가족처럼 느껴지기 시작한다.
어느 날, 그의 집으로 직장 동료들이 찾아온다. 집안을 돌아다니는 펭귄들을 본 직장 동료들은 그를 미치광이 취급한다. 그제서야 정신이 돌아온 파퍼는 펭귄들을 모두 처리해 버리지만 이후 기쁨 대신 허전함이 몰려온다.

## 출연
- 짐 캐리 - 톰 파퍼 역
- 칼라 구지노 - 어맨다 파퍼 역
- 매들린 캐럴 - 제이니 파퍼 역
- 맥스웰 페리 코튼 - 빌리 파퍼 역
- 앤절라 랜즈베리 - 셀마 밴건디 부인 역
- 클라크 그레그 - 냇 존스 역
- 데즈민 보헤스 - 대릴 역
- 필립 베이커 홀 - 프랭클린 씨 역
- 도미닉 키어네이시 - 리더 씨 역
- 오필리아 러비본드 - 피피 페퍼노펄리스 부인 역
- 제프리 탬버 - 그레민스 씨 역
- 데이비드 크럼홀츠 - 켄트 역
- 제임스 터퍼 - 릭 역
- 프랭크 웰커 - 펭귄 역 (목소리 효과, 크레디트 미기재)